# ATP Peking

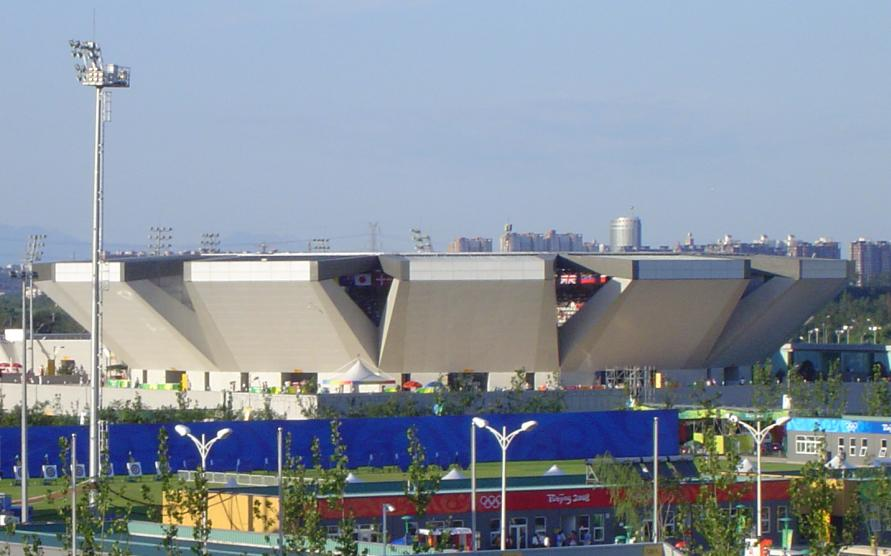
Der Veranstaltungsort des Turniers, das Olympic Green Tenniszentrum. Im Bild sieht man den alten Center Court, den sogenannten Lotus Court.

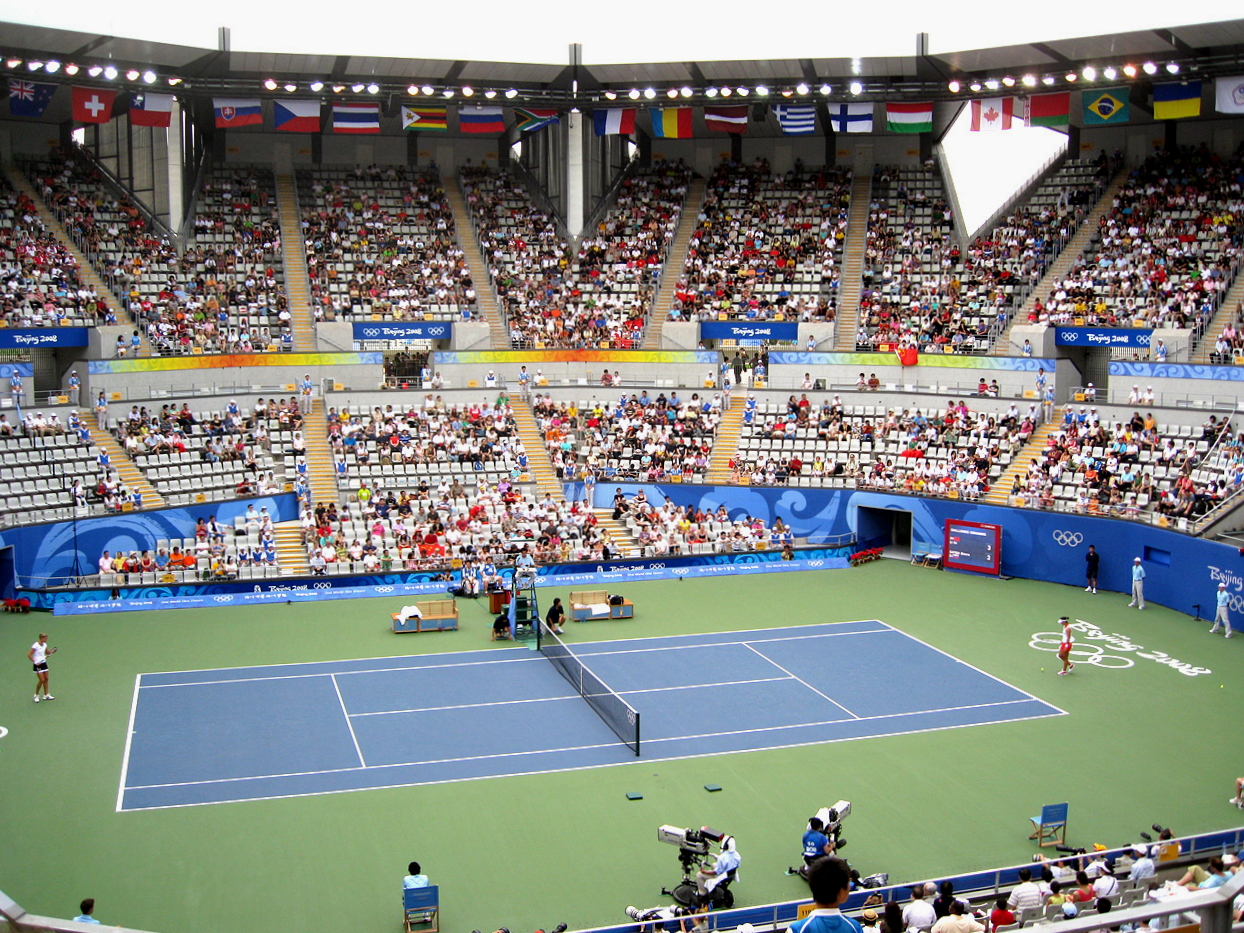
Der alte Center Court des Olympic Green Tenniszentrums während der Olympischen Sommerspiele 2008

Das ATP-Turnier von Peking (offiziell China Open) ist ein in der chinesischen Hauptstadt Peking ausgetragenes Herren-Tennisturnier, das im Freien auf Hartplatz gespielt wird.

## Geschichte
Es wurde 1993 gemeinsam mit den Turnieren von Doha und Dubai in den Kalender der ATP Tour aufgenommen, 1998 wurde die Austragung zunächst aber wieder eingestellt. 2004 wurde das Turnier wieder eingeführt und zählte zunächst bis 2008 zur ATP Tour 250, bis es 2009 zur ATP Tour 500 hochgestuft wurde; 2018 war das Turnier das am höchsten dotierte Turnier dieser Kategorie.
Austragungsort ist seit 2009 das Nationale Tenniszentrum. Zuvor wurde es im Beijing Tennis Center ausgetragen. Im Jahr 2011 wurde ein neuer Center Court geschaffen, der bis zu 15.000 Zuschauer fassen kann, der sogenannte Diamond Court, der aufgrund seiner Form an einen Edelstein erinnern soll; der alte Center Court wird noch immer benutzt und trägt jetzt – ebenfalls aufgrund seiner Form – den Namen Lotus Court.
Die Ausgaben 2020 und 2021 wurden wegen der COVID-19-Pandemie abgesagt. Nach den Anschuldigungen im Fall von Peng Shuai sagten die Verbände ATP und WTA bis auf Weiteres alle Turniere in China 2022 ab. Seit 2023 findet das Turnier, obwohl der Fall Peng Shuai nicht aufgelöst wurde, wieder statt.

## Siegerliste
Rekordsieger des Turniers ist der Serbe Novak Đoković mit sechs Erfolgen, der bei diesem Turnier im Einzel noch ungeschlagen ist. Im Doppel sind die Brüder Bob und Mike Bryan mit drei Turniersiegen am erfolgreichsten.

### Einzel
| Jahr                        | Sieger                 | Finalgegner           | Finalergebnis   |
| --------------------------- | ---------------------- | --------------------- | --------------- |
| 2024                        | Carlos Alcaraz         | Jannik Sinner         | 6:76, 6:4, 7:63 |
| 2023                        | Jannik Sinner          | Daniil Medwedew       | 7:62, 7:62      |
| 2020–2022: abgesagt         |                        |                       |                 |
| 2019                        | Dominic Thiem          | Stefanos Tsitsipas    | 3:6, 6:4, 6:1   |
| 2018                        | Nikolos Bassilaschwili | Juan Martín del Potro | 6:4, 6:4        |
| 2017                        | Rafael Nadal (2)       | Nick Kyrgios          | 6:2, 6:1        |
| 2016                        | Andy Murray            | Grigor Dimitrow       | 6:4, 7:62       |
| 2015                        | Novak Đoković (6)      | Rafael Nadal          | 6:2, 6:2        |
| 2014                        | Novak Đoković (5)      | Tomáš Berdych         | 6:0, 6:2        |
| 2013                        | Novak Đoković (4)      | Rafael Nadal          | 6:3, 6:4        |
| 2012                        | Novak Đoković (3)      | Jo-Wilfried Tsonga    | 7:64, 6:2       |
| 2011                        | Tomáš Berdych          | Marin Čilić           | 3:6, 6:4, 6:1   |
| 2010                        | Novak Đoković (2)      | David Ferrer          | 6:2, 6:4        |
| 2009                        | Novak Đoković (1)      | Marin Čilić           | 6:2, 7:64       |
| 2008                        | Andy Roddick           | Dudi Sela             | 6:4, 6:76, 6:3  |
| 2007                        | Fernando González      | Tommy Robredo         | 6:1, 3:6, 6:1   |
| 2006                        | Marcos Baghdatis       | Mario Ančić           | 6:4, 6:0        |
| 2005                        | Rafael Nadal (1)       | Guillermo Coria       | 5:7, 6:1, 6:2   |
| 2004                        | Marat Safin            | Michail Juschny       | 7:64, 7:5       |
| 1998–2003: keine Austragung |                        |                       |                 |
| 1997                        | Jim Courier            | Magnus Gustafsson     | 7:610, 3:6, 6:3 |
| 1996                        | Greg Rusedski          | Martin Damm           | 7:65, 6:4       |
| 1995                        | Michael Chang (3)      | Renzo Furlan          | 7:5, 6:3        |
| 1994                        | Michael Chang (2)      | Anders Järryd         | 7:5, 7:5        |
| 1993                        | Michael Chang (1)      | Greg Rusedski         | 7:65, 6:76, 6:4 |

### Doppel
| Jahr                        | Sieger                              | Finalgegner                          | Finalergebnis      |
| --------------------------- | ----------------------------------- | ------------------------------------ | ------------------ |
| 2024                        | Simone Bolelli Andrea Vavassori     | Harri Heliövaara Henry Patten        | 4:6, 6:3, [10:5]   |
| 2023                        | Ivan Dodig (2) Austin Krajicek      | Wesley Koolhof Neal Skupski          | 6:712, 6:3, [10:5] |
| 2020–2022: abgesagt         |                                     |                                      |                    |
| 2019                        | Filip Polášek Ivan Dodig (1)        | Łukasz Kubot Marcelo Melo            | 6:3, 7:64          |
| 2018                        | Łukasz Kubot Marcelo Melo           | Oliver Marach Mate Pavić             | 6:1, 6:4           |
| 2017                        | Henri Kontinen John Peers           | John Isner Jack Sock                 | 6:3, 3:6, [10:7]   |
| 2016                        | Pablo Carreño Busta Rafael Nadal    | Jack Sock Bernard Tomic              | 6:76, 6:2, [10:8]  |
| 2015                        | Vasek Pospisil Jack Sock            | Daniel Nestor Édouard Roger-Vasselin | 3:6, 6:3, [10:6]   |
| 2014                        | Jean-Julien Rojer Horia Tecău (2)   | Julien Benneteau Vasek Pospisil      | 6:76, 7:5, [10:5]  |
| 2013                        | Maks Mirny Horia Tecău (1)          | Fabio Fognini Andreas Seppi          | 6:4, 6:2           |
| 2012                        | Bob Bryan (3) Mike Bryan (3)        | Carlos Berlocq Denis Istomin         | 6:3, 6:2           |
| 2011                        | Michaël Llodra Nenad Zimonjić       | Robert Lindstedt Horia Tecău         | 7:62, 7:64         |
| 2010                        | Bob Bryan (2) Mike Bryan (2)        | Mariusz Fyrstenberg Marcin Matkowski | 6:1, 7:65          |
| 2009                        | Bob Bryan (1) Mike Bryan (1)        | Mark Knowles Andy Roddick            | 6:4, 6:2           |
| 2008                        | Stephen Huss Ross Hutchins          | Ashley Fisher Bobby Reynolds         | 7:5, 6:4           |
| 2007                        | Rik De Voest Ashley Fisher          | Chris Haggard Lu Yen-hsun            | 6:73, 6:0, [10:6]  |
| 2006                        | Mahesh Bhupathi (2) Mario Ančić     | Michael Berrer Kenneth Carlsen       | 6:4, 6:3           |
| 2005                        | Justin Gimelstob (2) Nathan Healey  | Dmitri Tursunow Michail Juschny      | 4:6, 6:3, 6:2      |
| 2004                        | Justin Gimelstob (1) Graydon Oliver | Alex Bogomolow Taylor Dent           | 4:6, 6:4, 7:66     |
| 1998–2003: keine Austragung |                                     |                                      |                    |
| 1997                        | Mahesh Bhupathi (1) Leander Paes    | Jim Courier Alex O’Brien             | 7:5, 7:6           |
| 1996                        | Martin Damm Andrei Olchowski        | Patrik Kühnen Gary Muller            | 6:4, 7:5           |
| 1995                        | Tommy Ho (2) Sébastien Lareau       | Dick Norman Fernon Wibier            | 7:6, 7:6           |
| 1994                        | Tommy Ho (1) Kent Kinnear           | David Adams Andrei Olchowski         | 7:6, 6:3           |
| 1993                        | Paul Annacone Doug Flach            | Jacco Eltingh Paul Haarhuis          | 7:6, 6:3           |